# 여울마자
여울마자는 잉어과 모래무지아과에 속하는 한국고유종이며, 현재 개체수와 서식지가 급감하여 멸종위기 야생생물 1급으로 지정되어 법적으로 보호받고 있다. 돌마자와 유사하나 산란기 비늘 색깔의 차이나 입술에 난 돌기의 수, 비늘의 수, 몸 길이 등의 차이 등 외형적 차이와 낙동강에서만 서식한다는 점에서 차이가 있다.

## 생태
4월과 5월 중 수온이 20 °C로 오르는 시기에 약 0.6mm의 알을 낳는다. 배란이 된 알은 물을 흡수하여 수정 15분 후 1.1 ~ 1.2mm 크기로 팽창한다. 30분 정도 되었을 때에는 배엽이 형성되고 1시간 20분 이후 15분 마다 세포는 2배씩 분열한다. 22시간이 되어선 뼈의 형성이 모두 완료되고 알의 난황과 꼬리가 분리되어 알 안에서 헤엄치게 된다. 31시간 뒤에는 심장이 형성되며 부화까지는 72시간이 걸린다.
부화한 여울마자는 몸이 휘어져 있는데 부화 후 24시간이 지나면 몸이 일자로 펴지고 몸길이가 약 3.6mm에 이르게 된다. 부화된 후 3일 까지는 난황에서 영양분을 얻다가 3일 이후에는 난황이 흡수되고 입과 항문이 열려 먹이활동을 하게 된다.

## 같이 보기
- 돌마자